# Geschiedenis van de spelcomputer (vierde generatie)
In de geschiedenis van de spelcomputers was het 16 bitstijdperk, de vierde generatie van de spelcomputer. Het tijdperk werd beheerst door de rivaliteit tussen het Super Nintendo Entertainment System en de Sega Mega Drive, die het tot een van de meest intense periodes van de concurrentiestrijd in de Noord-Amerikaanse spelcomputergeschiedenis maakt. De NEC PC Engine maakte ook deel uit van dit tijdperk maar had weinig succes op de Europese en Noord-Amerikaanse markten maar was zeer succesvol in Japan. De 16 bitsgeneratie wordt beschouwd als de "Gouden Eeuw" van de computerspelindustrie.

## Het begin
In april 1987 ontwikkelde Namco een 16 bits arcadesysteem met de naam Namco System 1. Yokai Douchuuki (Engels "Shadowland") was het eerste spel dat dit systeem gebruikte. Twee maanden later werd Dragon Spirit uitgebracht, dat bij zijn lancering een van de moeilijkste verticaal-scrollende shoot 'em ups ooit was, een spelgenre dat voorheen door Compile werd beheerst. Het spel werd opgevolgd door Blazer, het eerste 16 bitsspel met een isometrisch perspectief. Quester was een grafische verbetering van het klassieke Breakout. Pac-Mania was de laatste titel in de Pac-Man-reeks. Galaga '88 werd in december 1987 uitgebracht.
Tegen het einde van het jaar ontwikkelde Namco een ander 16 bitsarcadesysteem met de naam Namco System 2. Final Lap was het eerste spel dat voor dit systeem werd uitgebracht en het was ook het eerste spel met een multiplayer-optie. Het volgende jaar werden meer spellen voor dit systeem uitgebracht waaronder Assault, Assault Plus, Ordyne, Metal Hawk, Mirai Ninja en Phelios. Maar ook voor Namco System 1 werden nog spellen uitgebracht World Stadium, Berabow Man, Marchen Maze, Bakutotsu Kijuutei, World Court, Splatterhouse en Face Off.
Sega en NEC brachten vrijwel gelijktijdig de Sega Mega Drive en PC Engine op de markt. De twee systemen deden zeer goede zaken ondanks het feit dat Nintendo een marktaandeel van ongeveer 90% had met het Nintendo Entertainment System. Dit bewees dat de markt rijp was voor nieuwe technologieën. De krachtigere Mega Drive streefde in Noord-Amerika al snel de PC Engine in verkoopcijfers voorbij en nam aan het begin van de jaren negentig een leidende positie in. In Japan was de PC Engine echter succesvoller dan de Mega Drive. In 1991 bracht Sega Sonic the Hedgehog uit als antwoord op de nakende lancering van een verbeterde versie van het Nintendo Entertainment System door Nintendo met de naam Super Nintendo Entertainment System.
De reclamecampagne van Sega tijdens de kerstperiode van 1991 onderstreepte de snelheid van hun nieuwe mascotte. Nintendo lanceerde de Super NES dat moest concurreren met Sega's Mega Drive. Meegeleverd met een SNES werd het spel Super Mario World, een nieuw spel in de zeer populaire Mario Bros.-reeks. Dit was het tijdstip waarop de 16 bitssysteemoorlog begon.

## De systeemoorlog tussen Nintendo en Sega
Sega en Nintendo voerden stevige mediacampagnes om marktvoordelen te behalen. Sonic the Hedgehog werd in de markt gezet als "cool" alternatief voor Nintendo's Mario. Sega introduceerde de marketingterm "Blast Processing" dat als technologisch voordeel voor de Mega Drive moest gelden. De reclamecampagne van Sega was ditmaal zeer confronterend met slogans als "Sega does what Nintendon't" ("Sega doet wat Nintendo niet doet") en "Sega scream" ("De schreeuw van Sega"). Nintendo pareerde zich met succesvolle spelreeksen als Mario, de Legend of Zelda, Star Fox, Super Metroid en Donkey Kong Country en vele andere voor de SNES. In 1992 bracht Sega Sonic the Hedgehog 2 uit midden in een reusachtige marketingcampagne (in het Verenigd Koninkrijk en de V.S. werd het uitgebracht op "Sonic 2sday") en die populairder werd dan het eerste deel van het spel. Minder dan een jaar later bracht Nintendo een verbeterde versie van de originele Super Mario-spellen uit onder de naam Super Mario All-Stars.

### Nichespeler NEC
NEC lanceerde zijn PC Engine met de mascotte Bonk. Deze head-bangende grotbewoner werd in de periode 1990–1994 in het merendeel van de advertenties gebruikt. Het platform werd aanvankelijk goed ontvangen in de V.S. en met name in de grotere stedelijke gebieden. In de kleinere stedelijke gebieden was de PC Engine echter moeilijk te verkrijgen omdat NEC niet beschikte over een uitgebreid verkoopapparaat en verkooppuntennetwerk buiten de grotere stedelijke gebieden.
In Japan was de PC Engine vrij succesvol mede doordat de beschikbare titels (mede) verkrijgbaar waren op het destijds nieuwe cd-rom-formaat. NEC introduceerde deze cd-uitbreiding voor de PC Engine in 1990 en had tegen 1992 een combinatie van de PC Engine en het cd-rom-systeem uitgebracht onder de naam TurboDuo.

## Spelcomputers uit het vierde generatietijdperk

### Spelcomputers voor thuisgebruik

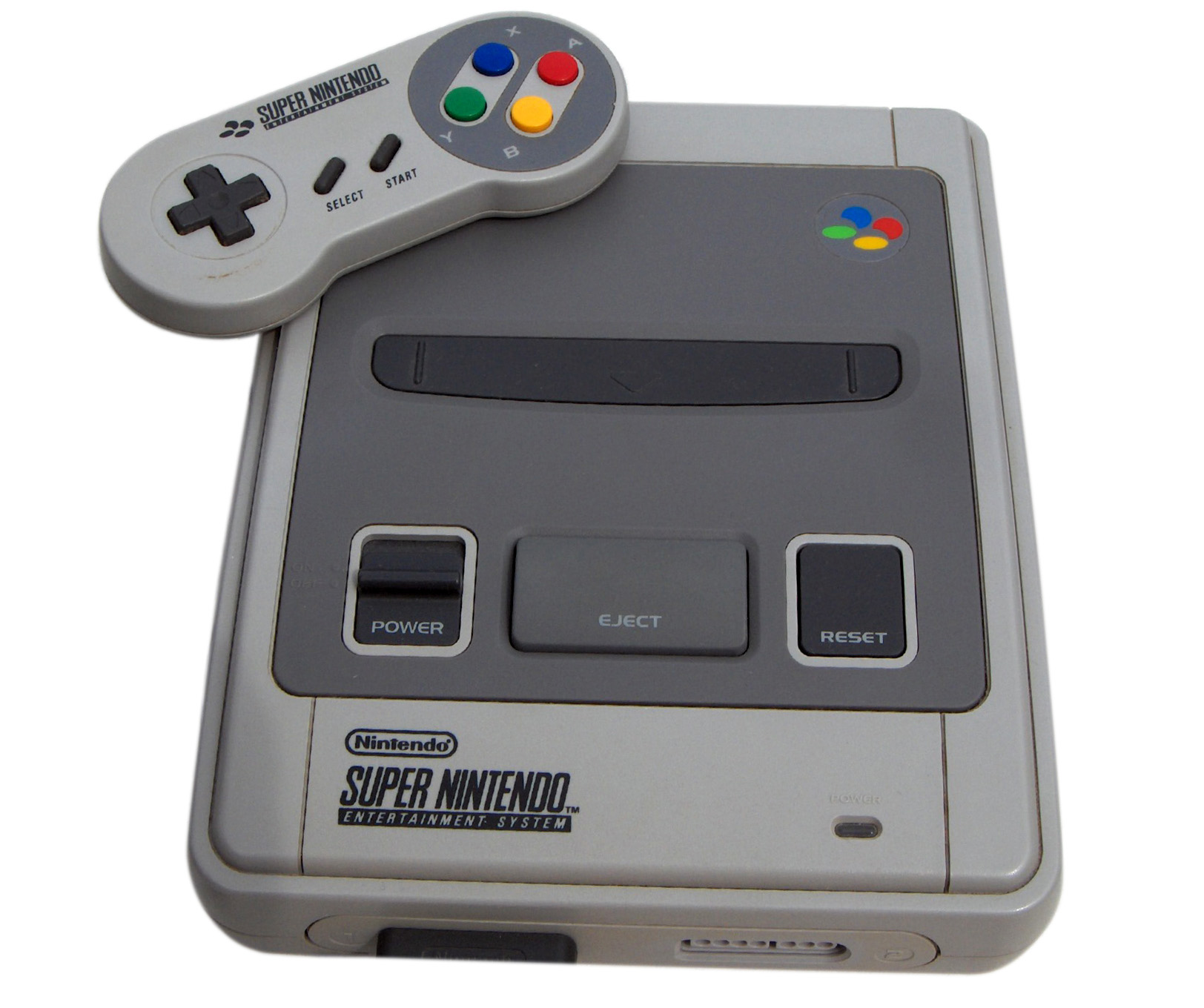
Super Nintendo Entertainment System 1990-2003: Japan 1991-1999: V.S. 1992-1998: Europa
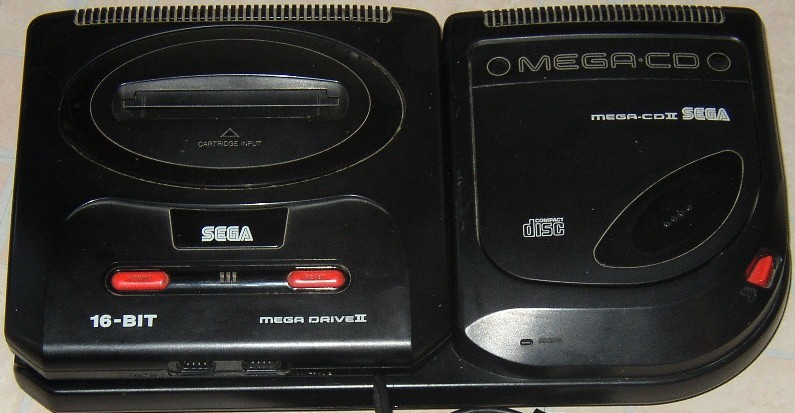
Sega Mega-CD (uitbreiding) 1991-1996: Japan 1992-1996: V.S. 1993-1996: Europa
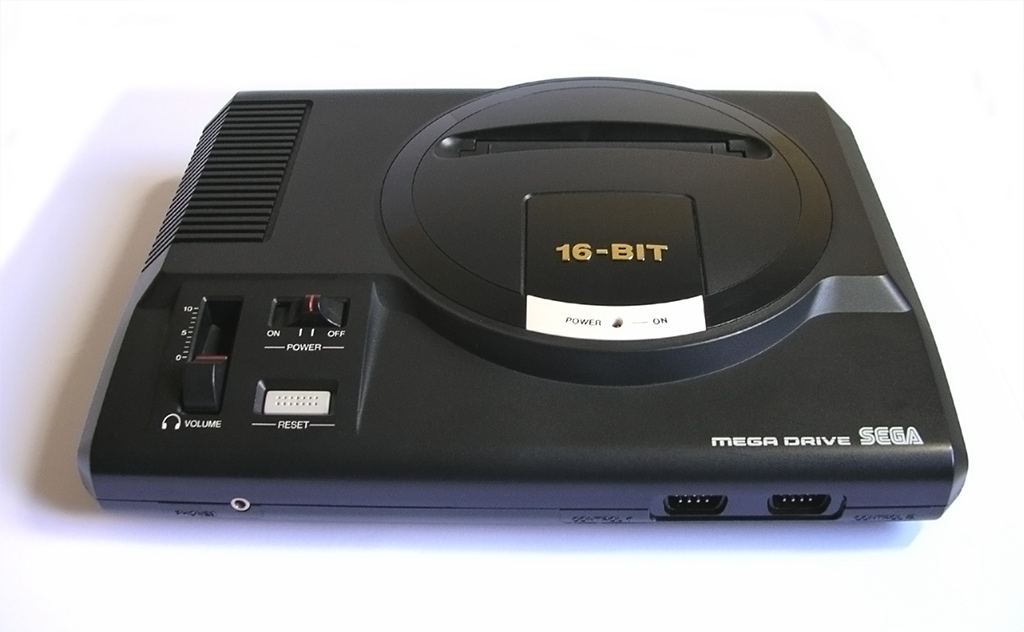
Sega Mega Drive 1988-1996: Japan 1989-1998: V.S. 1990-1998: Europa
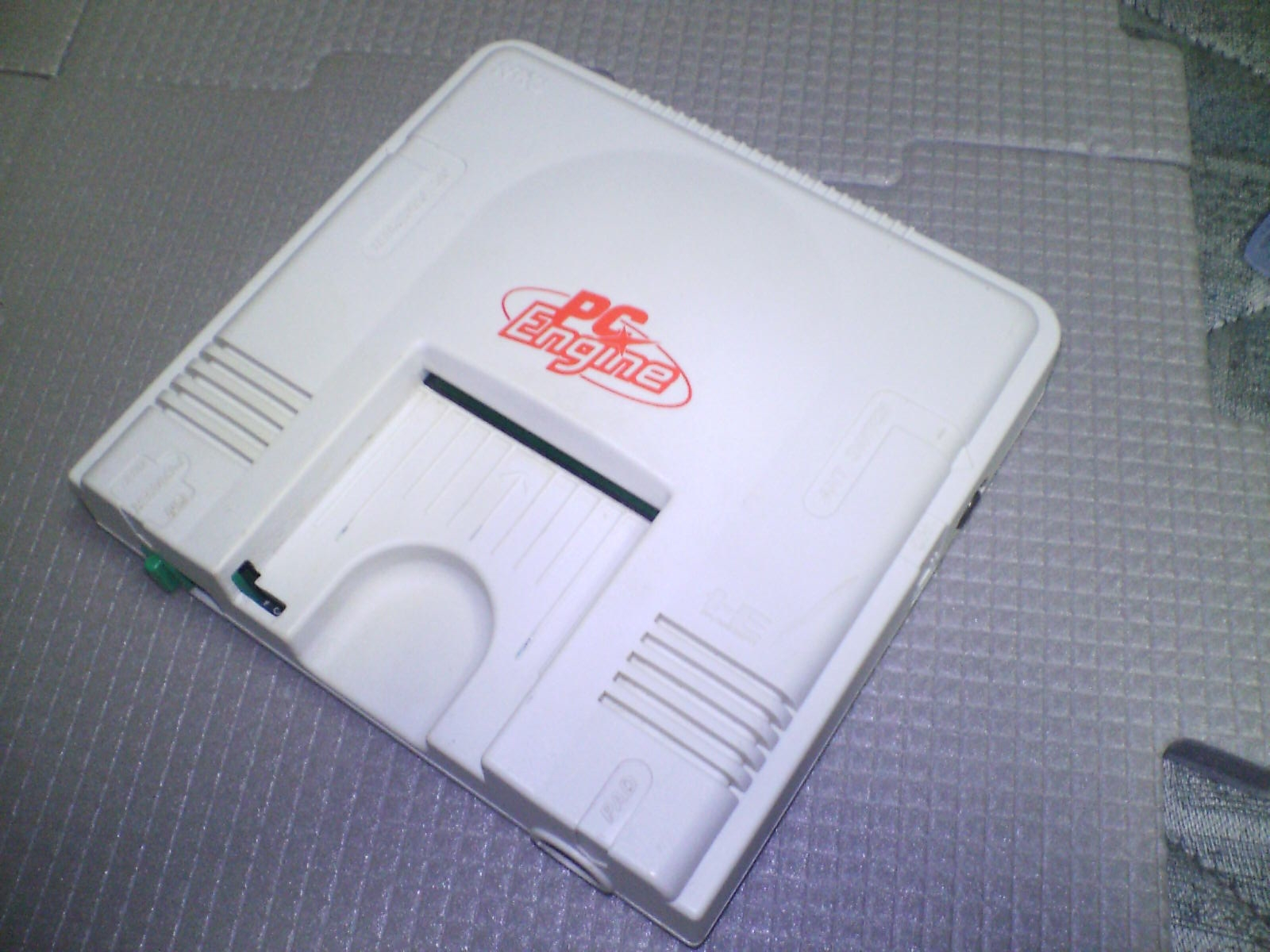
NEC PC Engine 1987-1996: Japan 1989-1994: V.S.
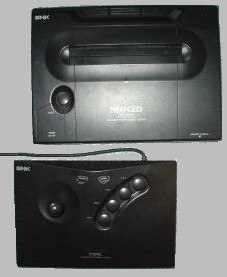
SNK Neo-Geo 1989-2004: Japan 1990-2003: V.S.

### Handzame en draagbare spelcomputers

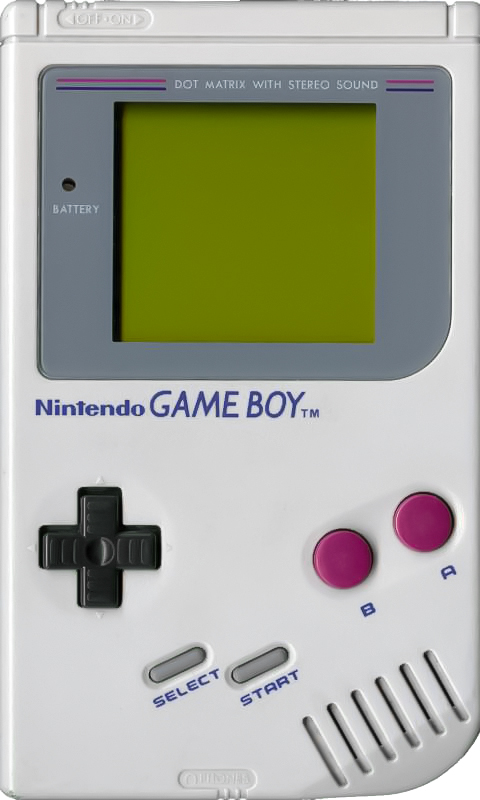
Nintendo Game Boy 1989-1999: Japan 1989-1999 V.S. 1990-1999: Europa
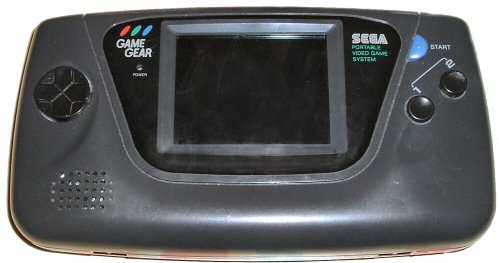
Sega Game Gear 1990-1997: Japan 1991-1997: V.S., Europa 1992-1997: Australië